# Raischibe
Raischibe är en kulle i Schweiz.   Den ligger i distriktet Wahlkreis Sarganserland och kantonen Sankt Gallen, i den östra delen av landet, 140 km öster om huvudstaden Bern. Toppen på Raischibe är 651 meter över havet, eller 110 meter över den omgivande terrängen. Bredden vid basen är 0,64 km.
Terrängen runt Raischibe är huvudsakligen bergig, men den allra närmaste omgivningen är kuperad. Närmaste större samhälle är Walenstadt, 1,3 km nordost om Raischibe. 
I omgivningarna runt Raischibe växer i huvudsak blandskog. Runt Raischibe är det ganska tätbefolkat, med 60 invånare per kvadratkilometer.